# At Least for Now
At Least for Now è il primo album in studio del musicista, cantante e poeta inglese Benjamin Clementine, pubblicato nel 2015.
Il disco ha vinto il Premio Mercury nel 2015.

## Tracce
1. Winston Churchill's Boy – 5:37
2. Then I Heard a Bachelor's Cry – 5:08
3. London – 4:01
4. Adios – 4:17
5. St-Clementine-on-Tea-and-Croissants – 1:12
6. Nemesis – 5:04
7. The People and I – 5:16
8. Condolence – 6:30
9. Cornerstone – 4:31
10. Quiver a Little – 4:42
11. Gone – 4:32

## Formazione
- Benjamin Clementine – voce, piano, tastiera, percussioni
- Alexis Brossard – batteria
- Manu Sauvage – basso, tastiera
- Jonathan Quarmby - basso (in Quiver a Little)